# Relações entre Alemanha e Reino Unido
As relações entre Alemanha e Reino Unido são as relações diplomáticas estabelecidas entre a República Federal da Alemanha e o Reino Unido da Grã-Bretanha e Irlanda do Norte.
|                 | Reino Unido da Grã-Bretanha e Irlanda do Norte    | República Federal da Alemanha          |
| --------------- | ------------------------------------------------- | -------------------------------------- |
| Capital         | Londres                                           | Berlin                                 |
| Chefe de Estado | Carlos III                                        | Olaf Scholz                            |
| Moeda           | Libra esterlina                                   | Euro                                   |
| População       | 69,225,030                                        | 84,451,483                             |
| PIB per Capita  | $51.075                                           | $54.291                                |
| Área            | 244.820 km²                                       | 357 051 km²                            |
| Soldados ativos | 196,453                                           | 183,500                                |
| Governo         | Monarquia constitucional unitária parlamentarista | República federal parlamentarista      |
| Exportação      | $1,283,000,000,000 (2015)                         | $412,100,000,000 (2016)                |
| Importação      | $ 581.600.000.000 (estimativa de 2016)            | $ 987.600.000.000 (estimativa de 2016) |